# Languidic
Languidic é uma comuna francesa na região administrativa da Bretanha, no departamento Morbihan. Estende-se por uma área de 109,48 km². Em 2010 a comuna tinha 8 160 habitantes (densidade: 74,5 hab./km²).